# Ultramontanism
Ultramontanism (av latinets ultra, på andra sidan om, och mons, berg) betecknar den ultrakonservativa politiska rörelse inom den romersk-katolska kyrkan som strävade efter att utöka påvens makt även utanför Italien. De ultramontana ville överföra makt inom katolska kyrkan till Rom och bedyrade påvens ställning gentemot andra kyrkliga institutioner. Rörelsen fick störst betydelse på 1800-talet, då den tog ställning mot de moderna nationalstaternas anspråk på att företräda alla sina medborgare och i stället framhävde påvens roll som katolikernas försvarare.

## Etymologi
Begreppet kommer ursprungligen från medeltiden, då påvar som inte kom från Italien kallades papa ultramontano, d.v.s. "påve från andra sidan bergen", i detta sammanhang menat Alperna. Efter den protestantiska reformationen i Kungariket Frankrike återkom begreppet men med omvänd betydelse, då det användes i Frankrike och Tyskland för att beteckna påven som en man på andra sidan bergen i Italien. Med tiden kom begreppet att användas som ett skällsord för dem som ansågs vara opatriotiska genom att framhäva den påvliga rätten att blanda sig i Frankrikes inrikespolitik.

## Historik

### Bakgrund
Försök att begränsa påvens makt inom katolska kyrkan hade gjorts redan under slutet av medeltiden genom konciliarismen, men avslutades i och med femte Laterankonciliet 1512. Efter den protestantiska reformationen på 1500-talet kom de ultramontana att hamna i konflikt med olika strömningar inom katolska kyrkan, som strävade efter att nationella grenar av kyrkan skulle knytas närmare kungamakten i olika länder. Inom katolska kyrkan i Frankrike gällde detta de gallikanistiska och jansenistiska teologiska rörelserna. Från 1600-talet och under lång tid därefter förknippades ultramontanismen med Jesuitorden, som kompromisslöst försvarade påvens rätt att överskrida nationella beslutsfattare även i världsliga politiska frågor.
Under 1700-talet spreds konflikten mellan ultramontana och förespråkare av nationella grenar av katolska kyrkan till de tyska länderna. I den växande nationalismens anda hade det även där uppstått rörelser, som ville skapa ökat nationellt oberoende från påven och kurians kontroll över kyrkan, t.ex. febronianismen som liknade gallikanismen i Frankrike. På Irland stod de djupt traditionalistiska ultramontana i opposition till förespråkare av cisalpinismen – en moderat strömning inom katolska kyrkan på Irland, som försökte göra eftergifter till de protestantiska brittiska makthavarna i gengäld mot ökade politiska rättigheter för den katolska irländska befolkningen.

### Den ultramontana rörelsen på 1800-talet

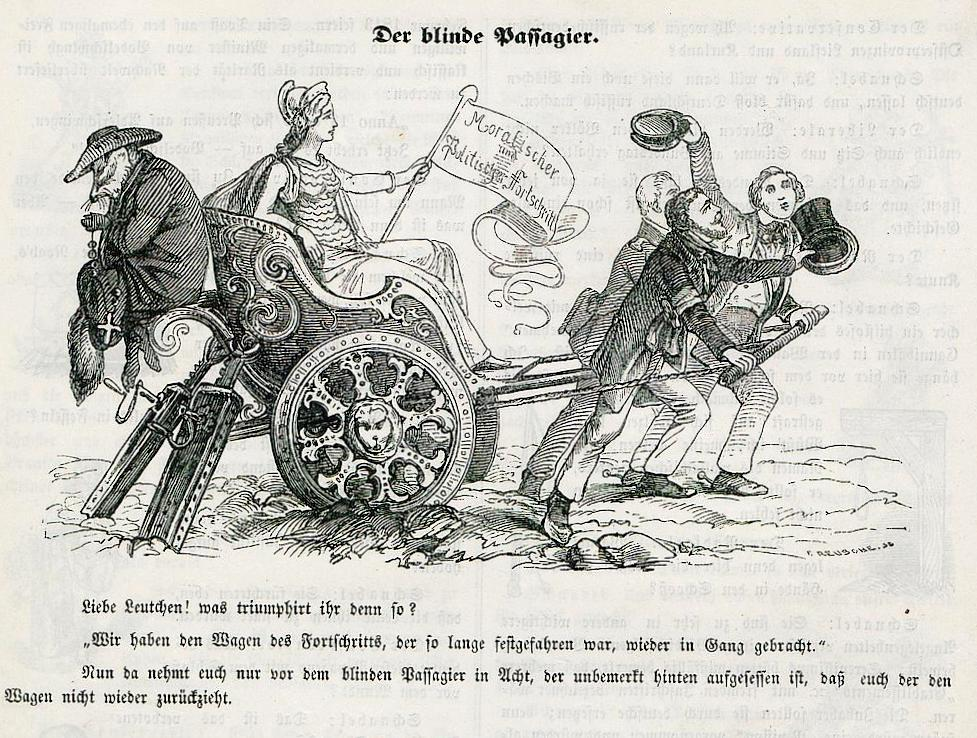
Tysk karikatyr från revolutionsåret 1848 där den katolska prästen, i form av en räv, symboliserar motståndet mot modernisering och framsteg.

Franska revolutionen och de efterföljande Napoleonkrigen ledde till att katolska kyrkans maktställning inte bara i Frankrike utan stora delar av kontinenten skadades allvarligt. En av de som kritiserade utvecklingen som tog fart i Frankrike under första republiken var den konservative filosofen Joseph de Maistre, som menade att om en statsmakts legitimitet inte ständigt skulle ifrågasättas av medborgarna måste den bygga på religiös grund, och i Europa vilade religiös auktoritet hos påven.
Under de första årtiondena på 1800-talet växte den ultramontana rörelsen som en slags väckelserörelse i de katolska länderna och stöddes av såväl de breda befolkningslagren som de intellektuella; det var en reaktion mot vad man uppfattade vara den moderna statsmaktens påtvingande av alltför sekulära värderingar på katolikerna. Till skillnad från förr välkomnade kyrkans ledarskap nu diverse folkliga seder som uttryck för den katolska tron, vilket skapade en massrörelse, men ultramontanismen förde samtidigt med sig sådan centralisering av makten i Rom, att de nationellt verkande biskoparna förlorade handlingsutrymme. I allt större utsträckning krävdes godkännande från Rom för utförande av religiösa akter. En samtidig alternativ strömning till ultramontanismen var episkopalismen, som innebar att makten skulle ligga hos biskoparna och att påvens anspråk på ofelbarhet inte kunde tillkomma honom ensam utan katolska kyrkan som helhet.
Den tyske diktaren Heinrich Heine kritiserade år 1840 i nationalistisk anda det katolska prästerskapet för att sakna lojalitet till något fädernesland och endast vara troget den heliga fadern i Rom. Under 1800-talets första hälft blev "ultramontan" flitigt använt av liberaler och nationalister som kritik mot de ultrakonservativa strömningarna som dominerade katolska kyrkan. Exempelvis i kyrkostriden i Köln blev både de protestantiska preussiska makthavarna liksom stadens liberala borgerskap alltmer frustrerade med de ultramontanas politiska inflytande. En öppen konflikt mellan katolska kyrkan och de preussiska myndigheterna i Rhenlandet ledde till att den ultramontana rörelsen växte snabbt, då de tyska katolikerna såg till påven som beskyddare mot den preussiska statsmaktens övergrepp.
De ultramontana vann en viktig seger inom katolska kyrkan genom första Vatikankonciliet år 1870, där ofelbarhetsdogmen fastslogs. Därmed led också katolska förespråkare av episkopalismen slutgiltigt nederlag, eftersom påvens otvetydiga ställning hade bekräftats. Beslutet om påvens ofelbarhet ex cathedra ledde till djup splittring bland katoliker främst i de tyska länderna, där det grundades så kallade gammalkatolska kyrkor som helt bröt med påven i Rom. Händelser samma år, huvudsakligen Italiens enande och Kyrkostatens upplösning, ledde snabbt till att de ultramontana förlorade inflytande. I kulturkampen i Tyska riket på 1870-talet försvarade de ultramontana påvens fortsatta inflytande gentemot Otto von Bismarcks allt kraftfullare sanktioner mot den romersk-katolska kyrkan.